# Pseudomeloe magellanicus
Pseudomeloe magellanicus es una especie de coleóptero de la familia Meloidae.

## Distribución geográfica
Habita en la Patagonia.